# Cosmia affineola
Cosmia affineola là một loài bướm đêm trong họ Noctuidae.